# Veterocalendaristas
Os veterocalendaristas ou "Velhos Calendaristas" (do grego παλαιοημερολογίτης, "palaioimerologitai"), também conhecidos como Cristãos Ortodoxos Genuínos ou Cristãos Ortodoxos Verdadeiros são comunidades ortodoxas tradicionalistas que, apesar de manterem os dogmas da Igreja Ortodoxa, não estão em comunhão com esta, que alegam ter se perdido no modernismo e ecumenismo. Uma das características mais marcantes destas igrejas é a rejeição dogmática do Calendário Juliano Revisado (isto é, o calendário gregoriano com o paschalion do calendário juliano), cortando comunhão com as Igrejas que o utilizam, como a Igreja Ortodoxa Grega.

## História
Até 1924, a Igreja Ortodoxa usava universalmente o Calendário Juliano, enquanto a Igreja Católica Romana, sob o Papa Gregório XIII, conduziu uma reforma do calendário e adotou o calendário Gregoriano medieval em 1582. A diferença entre os dois calendários é de 13 dias entre 1900 e 2100.

#### Congresso de 1923
Em maio de 1923, o Congresso Pan-Ortodoxo de Constantinopla, convocado pelo Patriarca Melécio IV de Constantinopla, adotou o calendário Juliano Revisado. Este novo calendário era diferente do Calendário Juliano e não divergia do Calendário Gregoriano por mais 800 anos. O Calendário Juliano Revisado substituiu a data tabular da Páscoa do Calendário Juliano por uma data astronômica da Páscoa. Nem todas as Igrejas Ortodoxas foram representadas no Congresso ou adotaram suas decisões, e a Igreja Ortodoxa Russa e algumas outras Igrejas Ortodoxas continuaram a usar o Calendário Juliano liturgicamente até hoje.

### Origens
Em 1924, a Igreja da Grécia adotou o calendário juliano revisado, também chamado de "Novo calendário". No início, a resistência ao Novo Calendário foi silenciada. Os Velhos Calendaristas na Grécia eram inicialmente um pequeno número de leigos, padres e monges, cujo número cresceu com o passar dos anos.
Antes de serem unidos pelos Bispos, o movimento do Velho Calendário na Grécia era composto apenas de padres e leigos, dos quais "várias centenas de monges de Athos".
Em 1935, três Bispos da Igreja da Grécia aderiram ao movimento e consagraram quatro novos bispos para o movimento. Desses três Bispos, o Metropolita Crisostomo (Kavourides) de Florina tornou-se o líder do movimento grego do Antigo Calendário. Dos três Bispos que aderiram, Crisóstomo de Zacinto logo deixou o movimento após a consagração e voltou para a Igreja da Grécia. Dos quatro Bispos consagrados, dois se filiaram à Igreja da Grécia. Isso deixou o Movimento grego do Antigo Calendário com quatro Bispos: Crisóstomo de Florina, Germano de Demetria, Germano das Cíclades e Mateus (Karpoudakis) de Brestena. Os quatro Bispos restantes criaram um Santo Sínodo do Velho Calendário.
Embora os antigos calendaristas gregos tivessem "originalmente talvez um milhão de homens", eles foram severamente perseguidos pelo Estado da Grécia; O Metropolita Crisóstomo foi preso em Lesbos em 1951 como parte dessas perseguições.

#### Divisões
Na Grécia em 1937, os Antigos Calendaristas gregos "se dividiram". A razão para sua divisão foi uma discordância sobre se os sacramentos realizados por membros de Igrejas que adotaram o calendário reformado eram válidos ou não.  Depois que Crisóstomo, Chefe do Santo Sínodo, se recusou a declarar os sacramentos dos Novos Calendaristas como sem graça, o Bispo Mateus liderou o grupo que se separou do Santo Sínodo.
Depois disso, Mateus ordenou vários Bispos e formou um Santo Sínodo separado, do qual ele era o Chefe como Arcebispo de Atenas. Mateus morreu em 1950.
O grupo liderado por Crisóstomo ficou sem Bispo após seu falecimento em 1955, até 1960, quando dois Bispos da Igreja Ortodoxa Russa Fora da Rússia (ROCOR) consagraram o Arcebispo Akakios. Akakios consagrou outros Bispos com a participação de outro Bispo da ROCOR. Akakios foi sucedido por Auxentios. Sob Auxentios, "complicados padrões de divisão e realinhamento ocorreram tanto dentro de sua própria jurisdição quanto entre os seguidores do Arcebispo Mateus". Devido a isso, em 1999 havia pelo menos cinco Igrejas gregas do Antigo Calendário diferentes, cada uma chefiada por um Arcebispo diferente de Atenas. Além disso, havia também um Igreja Grega do Antigo Calendário 'Ciprianita', cujo adjetivo deriva de seu líder, o Bispo Cipriano de Oropos e Fili.
Em 1971, a ROCOR tentou unir as facções dos Antigos Calendaristas gregos, mas falhou. Em 1999, os grupos mais importantes de Antigos Calendaristas gregos eram os crisostomitas, os mateuítas e os ciprianitas.

## Jurisdições que usam o Antigo Calendário
Os grupos de antigos calendaristas incluem:
- Veterocalendaristas gregos, compostos por inúmeras Igrejas, das quais:
  - Igrejas Florinitas (este grupo leva o nome do Bispo Crisóstomo de Florina (1870-1955)):
    - Igreja dos Cristãos Ortodoxos Genuínos da Grécia - Sínodo de Crisóstomos (desde 1924/35);
    - Igreja dos Cristãos Ortodoxos Genuínos da Grécia - Sínodo de Auxentius (desde 1985);
    - Igreja dos Cristãos Ortodoxos Genuínos da Grécia - Sínodo de Kallinikos ou Sínodo Lamiano (desde 1995);
    - Igreja dos Cristãos Ortodoxos Genuínos da Grécia - Sínodo do Calendário Patrístico ou Metrópole de Avlona e Beócia (desde 2007, separada do Sínodo de Kallinikos);
      - Metrópole Ortodoxa Autônoma do Equador e América Latina;
      - Metrópole Ortodoxa Verdadeira da Alemanha e da Europa.

    - Santo Sínodo de Milão ou Metrópole Ortodoxa Autônoma da Europa Ocidental e América;
    - Metrópole Ortodoxa Autônoma da América do Norte e do Sul e das Ilhas Britânicas (separada do Santo Sínodo de Milão desde 2011)

  - Santa Igreja Ortodoxa na América do Norte ou Sínodo de Boston (desde 1985, formada por Padres da Igreja Ortodoxa Russa no Exterior);
  - Igrejas Mateístas (este grupo leva o nome do Bispo Mateus de Brestena(1861-1950)):
    - Igreja dos Cristãos Ortodoxos Genuínos da Grécia - Sínodo de Mateus ou Verdadeira Igreja Ortodoxa da Grécia (desde 1937);
    - Igreja dos Cristãos Ortodoxos Genuínos da Grécia - Sínodo de Kirykos (separada do Sínodo de Mateus desde 2005);
    - Igreja dos Cristãos Ortodoxos Genuínos da Grécia - Sínodo Gregoriano;

  - Igreja Ortodoxa da Grécia - Sínodo em Resistência ou Sínodo de Cipriano (uniu-se ao Sínodo de Kallinikos em 2014);
- Igreja Ortodoxa Búlgara do Antigo Calendário (desde 1990);
- Igreja Ortodoxa Romena do Antigo Calendário (desde 1924);
- Verdadeira Igreja ortodoxa da Romênia (desde 1964);
- Verdadeira Igreja Ortodoxa Sérvia (desde 1996).

## Jurisdições Canônicas que usam o Antigo Calendário
- Igreja Ortodoxa de Jerusalém;
- Igreja Ortodoxa Russa;
- Igreja Ortodoxa da Sérvia;
- Igreja Ortodoxa da Geórgia;
- Igreja Ortodoxa Polonesa;
- Metrópole da Bessarábia e Vicariato Ortodoxo Ucraniano (Patriarcado Romeno);
- Athos (Patriarcado de Constantinopla);
- Igreja Ortodoxa da Ucrânia (disputa de canonicidade).

## No Brasil
As Igrejas ortodoxas veterocalendaristas presentes no Brasil são:
- Igreja Ortodoxa da Grécia de Genuínos Ortodoxos Cristãos (Sínodo do Calendário Patrístico);[7]Com os Padres Miguel e Cristóvão nas cidades de Caruaru e Gravatá, estado de Pernambuco.
- Igreja Ortodoxa Russa no Exterior - Sínodo do Metropolita Agafângelo;[8] Com paróquias no sudeste sob Dom Gregório Petrenko.
- Santa Igreja Ortodoxa na América do Norte. Missão da Apresentação da Mãe de Deus no Templo, com o Padre Joaquim, Luzitânia-GO
- Igreja dos Cristãos Ortodoxos Genuínos da Grécia - Sínodo de Kallinikos ou Sínodo Lamiano (desde 1995)[9] em Sorocaba-SP com o Padre Alexios, paróquia Axion Estin.
- Igreja Ortodoxa Grega Velho Calendarista no Brasil - Santo Sínodo GOC da Grécia, Arcebispo Dom Eugênio da Grécia, se localizando no estado do Rio de Janeiro nas cidades de Nova Iguaçu (Mosteiro de São Basílio) com o Abade Padre Julio (Arquimandrita de Todo o Brasil); de Bangu (Missão Ortodoxa da Santíssima Trindade) com o Padre Lucas; e do Rio de Janeiro (Capela Ortodoxa da Santíssima Trindade - Rito Ocidental) com o Padre Luiz.